# 日本電視台週三連續劇
《日本電視台週三連續劇》（水曜ドラマ，簡稱水十），是日本電視台每逢星期三22:00－23:00（日本時間）播放的電視連續劇時段。通常以「女性」為主軸的故事。

## 作品列表

### 2000年代

#### 2000年
- 1月12日 - 3月15日：平成小氣夫婦（日语：平成夫婦茶碗）
  - 出演：東山紀之、淺野溫子、鈴木紗理奈、濱田岳、田島穗奈美、松崎俊司、矢澤心、石塚英彥、鈴木杏樹、戶田惠子、草村禮子 等
  - 劇本：森下佳子
- 4月12日 - 6月28日：天使絕跡的城市（日语：天使が消えた街）
  - 出演：堂本光一、藤井郁彌、內田有紀、板谷由夏、田中聖、細川茂樹、銀粉蝶、蟹江敬三、酒井法子 等
  - 劇本：清水有生
- 7月5日 - 9月13日：嫁給億萬富翁的方法（日语：億万長者と結婚する方法）
  - 出演：藤原紀香、寶生舞、豐田真帆、菊川怜、小嶺麗奈、府川亮、筒井道隆、岩城滉一 等
  - 劇本：青柳祐美子
- 10月11日 - 12月13日：新聞最前線（日语：ストレートニュース (テレビドラマ)）
  - 出演：三上博史、原田知世、大塚寧寧、米倉涼子、金子賢、黑谷友香、田口浩正、中越典子、深水元基、柴田理惠、東根作壽英、吹越滿、塩見三省、森本治行、淺野優子、竹中直人 等
  - 劇本：伴一彥

#### 2001年
- 1月10日 - 3月7日：陌生的戀人
  - 出演：高橋克典、仲間由紀惠、渡邊滿里奈、畑野浩子、黒坂真美、松尾政壽、磯野貴理子、柴咲幸、山口祐一郎、田中美奈子、山口果林 等
  - 原作：もりたゆうこ（日语：もりたゆうこ）
  - 劇本：若生惠美子、山田珠美
- 4月25日 - 6月27日：新白色之戀
  - 出演：星野真里、藤原龍也、奧菜惠、吉澤悠、小西真奈美、吉澤京子、榎木孝明、峰岸徹、手塚理美、竹脇無我 等
  - 原案：野島伸司
  - 劇本：武田菜穗
- 7月4日 - 9月12日：美麗7人行（日语：ビューティ7）
  - 出演：桃井薰、上原多香子、藤井隆、伊東美咲、中澤裕子、加藤貴子、高橋克實、神田宇野、松本幸四郎 等
  - 劇本：吉田智子 等
- 10月10日 - 12月12日：永田町（日语：レッツ・ゴー!永田町）
  - 出演：石橋貴明、西村雅彦、佐藤B作、鈴木杏樹、柴咲幸、菊川怜、濱田麻里、東根作壽英、酒井敏也、內藤剛志、岩城滉一、塩見三省 、益岡徹、近藤芳正、室井滋、利重剛、平田滿、安居劍一郎、織田順吉、笑福亭松之助、藤田憲子、櫻井幸子、江守徹 等
  - 原作：ケニー鍋島（日语：ケニー鍋島）《票田のトラクター（日语：票田のトラクター）》
  - 劇本：伴一彥

#### 2002年
- 1月9日 - 3月20日：續・平成小氣夫婦（日语：平成夫婦茶碗）
  - 出演：東山紀之、淺野溫子、優香、鈴木紗理奈、濱田岳、田島穗奈美、松崎俊司、石塚英彦、鈴木杏樹、堀內健 等
  - 劇本：森下佳子
- 4月17日 - 7月3日：
  - 出演：仲間由紀惠、生瀨勝久、松本潤、小栗旬、成宮寬貴、石垣祐磨、脇知弘、伊東美咲、中澤裕子、齊藤曉、甲本雅裕、田山涼成、澤村一樹、兩國宏、內山信二、金子賢、阿南健治、平泉成、宇津井健 等
  - 原作：森本梢子
  - 劇本：江頭美智留、橫田理惠、松田裕子
- 7月10日 - 9月4日：東京獨門獨院（日语：東京庭付き一戸建て）
  - 出演：松本明子、菊川怜、山川惠里佳、大島優子、須賀健太、塚本高史、罇真佐子、加賀美早紀、森下愛子、原田芳雄 等
  - 劇本：森下佳子
- 10月9日 - 12月18日：心理醫生恭介（日语：サイコドクター）（又譯為心理醫恭介）
  - 出演：竹野內豐、市川實日子、羽田美智子、秋山菜津子、西村雅彦、山寺宏一 等
  - 原作：亞樹直
  - 劇本：伴一彥

#### 2003年
- 1月15日 - 3月19日：最後的律師（日语：最後の弁護人）
  - 出演：阿部寛、須藤理彩、今井翼、松重豐、梅宮萬紗子、金田明夫、大瀧秀治、淺野優子 等
  - 劇本：秦建日子
- 4月16日 - 6月25日：新夜逃屋本鋪（日语：夜逃げ屋本舗）
  - 出演：中村雅俊、瀨戶朝香、田畑智子、安居劍一郎、生瀨勝久 等
  - 劇本：真崎慎
- 7月2日 - 9月10日：幸福的王子（日语：幸福の王子 (テレビドラマ)）
  - 出演：本木雅弘、菅野美穗、綾瀨遙、坂下千里子、川野直輝、須賀健太、酒井敏也、大森曉美、平泉成、田中律子、渡邊哲、松原智慧子、井森美幸、渡部篤郎 等
  - 劇本：遊川和彥
- 10月15日 - 12月17日：共犯者（日语：共犯者 (テレビドラマ)）
  - 出演：淺野溫子、三上博史、池内博之、奧菜惠、佐野史郎、小野真弓、中山忍、乙葉、佐藤珠緒、橋野惠美、松重豐、川端龍太、宇梶剛士、吹越滿、加賀美早紀、石橋蓮司 等
  - 劇本：秦建日子

#### 2004年
- 1月14日 - 3月17日：警視廳鑑識班2004（日语：警視庁鑑識班2004）
  - 出演：西村和彦、南果步、雛形明子、石神勇智、千原靖史、松永仁久彥、伊東貴明、柴田理惠、小林進、杉本哲太、森口瑤子、三浦浩一、石井洋祐、角野卓造、根岸季衣、清水章吾、草笛光子、本田博太郎 等
  - 劇本：下村優 等
- 4月14日 - 6月23日：與光同行
  - 出演：篠原涼子、小林聰美、山口達也、武田真治、鈴木杏樹、市川實日子、井川遙、大倉孝二、齋藤隆成、高橋惠子、渡邊一惠 等
  - 原作：戶部敬子
  - 劇本：水橋文美江
- 7月7日 - 9月15日：最後的禮物（日语：ラストプレゼント 娘と生きる最後の夏）
  - 出演：天海祐希、永作博美、佐佐木藏之介、須藤理彩、要潤、福田麻由子、松重豐、深浦加奈子、升毅、大森曉美、林泰文、田畑智子、平泉成 等
  - 劇本：秦建日子
- 10月13日 - 12月15日：最重要的人是誰？（日语：一番大切な人は誰ですか?）
  - 出演：岸谷五朗、宮澤理惠、牧瀨里穂、小林涼子、佐藤隆太、高田純次、三浦理惠子、鶴見辰吾、吉田日出子、田村亮、內藤剛志 等
  - 劇本：大森壽美男

#### 2005年
- 1月12日 - 3月16日：87%（日语：87%）
  - 出演：夏川結衣、本木雅弘、川口翔平、古田新太、酒井若菜、柏原收史、相川七瀨、北川弘美、今井雅之、岩佐真悠子、杉田薰、細川俊之、大谷直子、橋爪功 等
  - 劇本：秦建日子
- 4月20日 - 6月22日：熟女真命苦（日语：anego）
  - 出演：篠原涼子、友阪理惠、赤西仁、戶田菜穗、市川實和子、山口紗彌加、小西美帆、板谷由夏、升毅、加藤雅也 等
  - 原作：林真理子《anego》
  - 劇本：中園美保
- 7月6日 - 9月7日：大人的暑假（日语：おとなの夏休み）
  - 出演：寺島忍、石黑賢、中島知子、中越典子、姜暢雄、大倉孝二、佐田真由美、小野武彥、南田洋子、宇津井健 等
  - 劇本：一色伸幸
- 10月12日 - 12月14日：愛之歌（日语：あいのうた (テレビドラマ)）
  - 出演：菅野美穗、玉置浩二、成宮寬貴、佐藤和也、山內菜菜、渡邊奏人、岸田今日子、小日向文世、和久井映見 等
  - 劇本：岡田惠和

#### 2006年
- 1月18日 - 3月15日：神不會擲骰子（日语：神はサイコロを振らない）
  - 出演：小林聰美、友阪理惠、山本太郎、武田真治、成海璃子、市川實和子、矢澤心、中村友也、丸山智己、升毅、大杉漣、岸部一德 等
  - 原作：大石英司
  - 劇本：水橋文美江
- 4月12日 - 6月21日：戀上芭蕾（日语：プリマダム）
  - 出演：黑木瞳、古田新太、夏帆、志保、中島裕翔、高岡早紀、內藤剛志、加藤雅也、中森明菜 等
  - 劇本：中園美保、加藤綾子、福間正浩
- 7月5日 - 9月13日：空姐真命苦
  - 出演： 觀月亞里沙、谷原章介、香里奈、佐藤將梨子、忍成修吾、安田美沙子、東原亞希、中山惠、川原亞矢子、澤村一樹 等
  - 原作：花津ハナヨ（日语：花津ハナヨ）
  - 劇本：梅田みか（日语：梅田美香）
- 10月11日 - 12月20日：
  - 出演：志田未來、田中美佐子、生瀨勝久、山口紗彌加、河本準一、三浦春馬、谷村美月、北乃綺、高畑淳子、海東健、井坂俊哉、北村一輝、室井滋 等
  - 劇本：井上由美子

#### 2007年
- 1月10日 - 3月14日：派遣員的品格（又譯為派遣的品格、派遣女王）
  - 出演：篠原涼子、加藤愛、小泉孝太郎、大泉洋、勝地涼、城田優、板谷由夏、安田顯、入山法子、清水由紀、上地雄輔、小松政夫、白川由美、松方弘樹 等
  - 劇本：中園美保
- 4月18日 - 6月27日：料理新鮮人（又譯為料理新人王）
  - 出演：松本潤、北村一輝、香里奈、佐藤隆太、向井理、吹石一惠、小松彩夏、佐佐木崇雄、佐藤佑介、麻生幸佑、星田英利、佐佐木藏之介、山本圭、內田有紀、市村正親等
  - 原作：關家徹治
  - 劇本：岡田惠和
- 7月11日－9月12日：螢之光（又譯為小螢的青春、魚干女又怎樣）
  - 出演：綾瀨遙、國仲涼子、加藤和樹、武田真治、板谷由夏、安田顯、渡部豪太、涉江讓二、丸山智己、藤木直人 等
  - 原作：ひうらさとる（日语：ひうらさとる）
  - 劇本：水橋文美江、山岡真介
- 10月10日－12月19日：工作一姐（又譯為工作狂人）
  - 出演：菅野美穗、速水直道、平山綾、佐田真由美、荒川良良、吉瀨美智子、野仲功、吉澤悠、津田寬治、伊武雅刀、澤村一樹 等
  - 原作：安野夢洋子
  - 劇本：吉田智子

#### 2008年
- 1月9日 - 3月19日：齊藤太太（又譯為齊藤太太來了）
  - 出演：觀月亞里莎、Mimura、佐佐木藏之介、谷端奏人、池田純、山田親太朗、須藤理彩、北川弘美、濱田麻里、矢澤心、竹山隆範、渡邊哲、加藤雅也、古田新太、高島禮子 等
  - 原作：小田ゆうあ（日语：小田ゆうあ）
  - 劇本：土田英生等
- 4月16日 - 6月18日：熱血律師
  - 出演：上戶彩、北村一輝、加藤成亮、Ryo、戶田菜穗、中山惠、篠井英介、加藤和子、大杉漣 等
  - 原作：中嶋博行
  - 劇本：阿相クミコ（日语：阿相クミコ）、濱田秀哉、丸茂周
- 7月9日 - 9月10日：正義的夥伴（又譯為我姐是惡魔）
  - 出演：志田未來、山田優、向井理、本鄉奏多、入江甚儀、志村玲那、中村靜香、瀧澤沙織、石井美繪子、德井優、佐野史郎、平泉成、田中好子 等
  - 原作：聖千秋
  - 劇本：旺志季ずか（日语：旺志季ずか）、福間正浩 等
- 10月8日 - 12月8日：OL日本（又譯為OL生存戰）
  - 出演：觀月亞里莎、阿部貞夫、唐加思、陳怡、胡兵、美波、東幹久、井上芳雄、淺野優子 等
  - 劇本：中園美保

#### 2009年
- 1月21日 - 3月18日：破案天才奇娜
  - 出演：菅野美穗、平岡祐太、塚地武雅、小池榮子、高橋良輔、東根作壽英、金田明夫、草刈正雄、澤村一樹 等
  - 劇本：吉田智子
- 4月15日 - 6月17日：愛與寬恕
  - 出演：稻森泉、板谷由夏、山本太郎、川島海荷、嘉樹一星、佐藤詩音、田畑智子、佐野史郎、田中美佐子 等
  - 原作：伊藤實
  - 劇本：高橋麻紀、吉本昌弘
- 7月8日 - 9月9日：紅鼻子老師（日语：赤鼻のセンセイ）
  - 出演：大泉洋、香椎由宇、神木隆之介、須賀健太、高良光莉、前田航基、前田旺志郎、八木優希、入山法子、高橋努、上川隆也、小林聰美 等
  - 劇本：土田英生、高梨一起、山岡真介、佐藤久美子 等
- 10月14日 - 12月9日：婦產科的女醫生
  - 出演：藤原紀香、上地雄輔、板谷由夏、本假屋唯香、近藤芳正、內田有紀、國村準、中村橋之助、八嶋智人、松下由樹 等
  - 原作：岡井崇
  - 劇本：大石靜

### 2010年代

#### 2010年
- 1月13日 - 3月17日：不委曲的女人
  - 主演：菅野美穗
  - 劇本：遊川和彥
- 4月14日 - 6月23日：Mother
  - 主演：松雪泰子
  - 劇本：坂元裕二
- 7月7日 - 9月15日：螢之光2（又譯為小螢的青春2、魚干女又怎樣2）
  - 主演：綾瀨遙
  - 原作：秀樂沙鷺
  - 劇本：水橋文美江
- 10月20日－12月15日：黃金豬～會計檢察廳·特別調查課～
  - 主演：篠原涼子
  - 劇本：吉田智子

#### 2011年
- 1月12日 - 3月16日：美咲第一名!!
  - 主演：香里奈
  - 原作：藤崎聖人
  - 劇本：江頭美智留、松田裕子
- 4月27日－6月29日：復胖男女
  - 主演：相武紗季
  - 劇本：遊川和彦
- 7月6日 - 9月14日：Bull Doctor
  - 主演：江角真紀子
  - 劇本：橋部敦子
- 10月12日 - 12月21日：家政婦三田 
  - 主演：松嶋菜菜子
  - 劇本：遊川和彦

#### 2012年
- 1月11日 - 3月14日：Dirty Mama! 
  - 主演：永作博美
  - 原作：秦建日子
  - 劇本：白木朋子
- 4月18日 - 6月6日：埃及艷后般的女人們 （又譯為整形艷后）
  - 主演：佐藤隆太
  - 劇本：大石靜
- 7月4日 - 9月19日：特官 特別國稅徵收官 
  - 主演：井上真央
  - 原作：高殿圓
  - 劇本：泉吉紘
- 10月10日 - 12月19日：東京全力少女 
  - 主演：武井咲
  - 劇本：伴一彥

#### 2013年
- 1月16日 - 3月13日：合宿的戀人 
  - 主演：水川麻美
  - 劇本：水橋文美江
- 4月17日 - 6月19日：白雲階梯 （雲の階段）
  - 主演：長谷川博己
  - 原作：渡邊淳一
  - 劇本：寺田敏雄
- 7月3日 - 9月11日：Woman （Woman）
  - 主演：滿島光
  - 劇本：坂元裕二
- 10月2日 - 12月11日：段田凜 勞動基準監督官 （ダンダリン 労働基準監督官）
  - 主演：竹內結子
  - 原作：田島隆（とんたにたかし）
  - 劇本：秦建日子

#### 2014年
- 1月15日 - 3月12日：明天媽媽不在 （明日、ママがいない）
  - 主演：蘆田愛菜
  - 劇本：松田沙也、野島伸司（編審）
- 4月16日 - 6月18日：花咲舞無法沈默（花咲舞が黙ってない）
  - 主演：杏
  - 原作：池井戶潤《不祥事》《銀行總務特命》
  - 劇本：江頭美智留、松田裕子
- 7月16日 - 9月17日：ST 紅與白的搜查檔案（ST 赤と白の捜査ファイル）
  - 主演：藤原龍也、岡田將生
  - 原作：今野敏《ST 警視廳科學特搜班》系列
  - 劇本：渡邊雄介
- 10月15日 - 12月17日：今天不上班（きょうは会社休みます。）
  - 主演：綾瀨遙
  - 原作：藤村真理《今天不上班》系列
  - 劇本：金子茂樹

#### 2015年
- 1月14日 - 3月18日：某某妻 （〇〇妻）
  - 主演：柴咲幸
  - 劇本：遊川和彥
- 4月15日 - 6月17日：Dr.倫太郎 （Dr.倫太郎）
  - 主演：堺雅人
  - 劇本：中園美保
- 7月8日 - 9月16日：花咲舞無法沈默（續篇）（花咲舞が黙ってない）
  - 主演：杏
  - 原作：池井戶潤《不祥事》
  - 劇本：松田裕子、梅田美加、橫田理惠
- 10月7日 - 12月9日：偽裝的夫婦（偽装の夫婦）
  - 主演：天海佑希
  - 劇本：遊川和彥

#### 2016年
- 1月13日 - 3月16日：彼岸花 （ヒガンバナ〜警視庁捜査七課〜）
  - 主演：堀北真希
  - 劇本：德永富彦、池上純哉、松本美彌子、荒井修子 等
- 4月13日 - 6月15日：世界上最艱難的戀愛 （世界一難しい恋）
  - 主演：大野智
  - 劇本：金子茂樹
- 7月13日 - 9月14日：房仲女王 （家売るオンナ）
  - 主演：北川景子
  - 劇本：大石靜
- 10月5日 - 12月7日：樸素至極！校閱女孩河野悅子 （地味にスゴイ! 校閲ガール・河野悦子）
  - 主演：石原聰美
  - 原作：宮木綾子《校閱女孩─時尚女孩向前衝》
  - 劇本：中谷真由美

#### 2017年
- 1月18日 - 3月22日：東京白日夢女 （東京タラレバ娘）
  - 主演：吉高由里子
  - 原作：東村明子《東京白日夢女》
  - 劇本：松田裕子
- 4月12日 - 6月14日：成為母親 （母になる）
  - 主演：澤尻英龍華
  - 劇本：水橋文美江
- 7月12日 - 9月13日：過度保護的加穗子 （過保護のカホコ）
  - 主演：高畑充希
  - 劇本：遊川和彥
- 10月4日 - 12月6日：太太 請小心輕放（奥様は、取り扱い注意）
  - 主演：綾瀨遙
  - 劇本：金城一紀
  - 緯來節目名稱：嬌妻出沒注意

#### 2018年
- 1月10日 - 3月21日：anone（anone）
  - 主演：廣瀨鈴
  - 劇本：坂元裕二
- 4月11日 - 6月13日：正義檢事（正義のセ）
  - 主演：吉高由里子
  - 原作：阿川佐和子
  - 劇本：松田裕子
- 7月11日 - 9月12日：高嶺之花（高嶺の花）
  - 主演：石原聰美
  - 劇本：野島伸司
- 10月10日 - 12月12日：無法成為野獸的我們（獣になれない私たち）
  - 主演：新垣結衣、松田龍平
  - 劇本：野木亞紀子
  - 緯來節目名稱：非獸性男女

#### 2019年
- 1月9日 - 3月13日：房仲女王的逆襲 （家売るオンナの逆襲）
  - 主演：北川景子
  - 劇本：大石靜
  - 緯來節目名稱：房仲女王大逆襲
- 4月10日 - 6月19日：白衣戰士！（白衣の戦士!）
  - 主演：中條彩未、水川麻美
  - 劇本：梅田美香
- 7月10日 - 9月11日：偽裝不倫（偽装不倫）
  - 主演：杏
  - 原作：東村明子《偽裝不倫》
  - 劇本：衛藤凛
- 10月9日 - 12月18日：同期的櫻（同期のサクラ）
  - 主演：高畑充希
  - 劇本：遊川和彥
  - 緯來節目名稱：過努力小姐

### 2020年代

#### 2020年
- 1月8日 - 3月11日：不知道也無妨 （知らなくていいコト）
  - 主演：吉高由里子
  - 劇本：大石靜
- 6月17日 - 8月5日：派遣女王2 （ハケンの品格2）
  - 主演：篠原涼子
  - 劇本：中園美保
- 8月12日 - 9月30日：我們的愛情不正常 （私たちはどうかしている)
  - 主演：濱邊美波、橫濱流星
  - 原作：安藤夏美《我們的愛情不正常》
  - 劇本：衛藤凛
  - 緯來節目名稱：命運和菓子
- 10月14日 - 12月23日：#遙距戀愛～普通的戀愛是邪道～ （#リモラブ 〜普通の恋は邪道〜)
  - 主演：波瑠
  - 劇本：水橋文美江
  - 緯來節目名稱：過防疫小姐

#### 2021年
- 1月13日 - 3月17日：我家女兒交不到男朋友！！ （ウチの娘は、彼氏が出来ない!!）
  - 主演：菅野美穗
  - 劇本：北川悅吏子
  - 緯來節目名稱：宅女兒交不到男友
- 4月14日 - 6月9日：深深地戀愛 （恋はDeepに）
  - 主演：石原聰美、綾野剛
  - 劇本：德尾浩司
  - 緯來節目名稱：愛戀深海的你
- 7月7日 - 9月16日：秘密內幕～女警的反擊～ （ハコヅメ～たたかう!交番女子～）
  - 主演：戶田惠梨香、永野芽郁
  - 原作：泰三子《秘密内幕～女警的反击～》
  - 劇本：根本非翟
  - 緯來節目名稱：女警執勤中
- 10月6日 - 12月15日：这是恋爱！～不良少年与白手杖女孩～ （恋です！〜ヤンキー君と白杖ガール〜）
  - 主演：杉咲花
  - 原作：うおやま《不良少年与白手杖女孩》
  - 劇本：松田裕子
  - 緯來節目名稱：不良少年與白手杖女孩

#### 2022年
- 1月12日 - 3月16日：亂來！我居然會成為社長 （ムチャブリ! わたしが社長になるなんて）
  - 主演：高畑充希
  - 劇本：渡邊真子
  - 緯來節目名稱：社長小姐
- 4月13日 - 6月15日：惡女～誰說工作不帥氣？ （悪女(わる)〜働くのがカッコ悪いなんて誰が言った?〜）
  - 主演：今田美櫻
  - 原作：深見惇《惡女》
  - 劇本：後藤法子、松島瑠璃子
  - 緯來節目名稱：惡女
- 7月20日 - 9月21日：家庭教師寅子 （家庭教師のトラコ）
  - 主演：橋本愛
  - 劇本：遊川和彥
  - 緯來節目名稱：神秘女家教
- 10月5日 - 12月7日：First Penguin! （ファーストペンギン!）
  - 主演：奈緒
  - 劇本：森下佳子
  - 緯來節目名稱：漁夫女王

#### 2023年
- 1月11日 - 3月15日：Reversal Orchestra  （リバーサルオーケストラ）
  - 主演：門脇麥
  - 劇本：清水友佳子
  - 緯來節目名稱：逆轉交響樂團
- 4月12日 - 6月14日：那不是抄襲嗎？ （それってパクリじゃないですか?）
  - 原作：奧乃櫻子《那不是抄襲吗？〜新手知识产权部成员的工作〜》
  - 主演：芳根京子
  - 劇本：丑尾健太郎、清水友佳子
  - 緯來節目名稱：抄襲糾察組
- 7月12日 - 9月13日：往這邊看 向井君 （こっち向いてよ向井くん）
  - 原作：
  - 主演：赤楚衛二
  - 劇本：渡邊真子
  - 緯來節目名稱：談戀愛狀況外
- 10月18日 - 12月20日：沒有暖桌的家（コタツがない家）
  - 主演：小池榮子
  - 劇本：金子茂樹

### 2024年
- 1月10日 - 3月13日：隔壁的護佐姐姐（となりのナースエイド）
  - 原作：知念實希人
  - 主演：川榮李奈
  - 劇本：
  - 緯來節目名稱：天才醫生的護佐鄰居

### 2025年
- 4月16日 - 6月18日：愛在黑暗中（恋は闇）
  - 主演：志尊淳、岸井雪乃
  - 劇本：渡邊真子
- 7月9日 - ：花牌情緣－巡－（花牌情緣－めぐり－）
  - 原作：末次由紀《花牌情緣》
  - 主演：當真Ami
  - 劇本：小坂志宝、本田大介、松本千晶、金子鈴幸

## 放送局
注：日本使用JST，台灣使用NST
| 放送對象地域        | 放送局                             | 系列                      | 放送日期・放送時間 |
| ------------------- | ---------------------------------- | ------------------------- | ------------------ |
| 關東廣域圈          | 日本電視台（NTV） 週三連續劇製作局 | 日本電視台系列            | 週三 22:00〜23:00  |
| 北海道              | 札幌電視台（STV）                  | 日本電視台系列            | 週三 22:00〜23:00  |
| 青森縣              | 青森放送（RAB）                    | 日本電視台系列            | 週三 22:00〜23:00  |
| 岩手縣              | 岩手電視台（TVI）                  | 日本電視台系列            | 週三 22:00〜23:00  |
| 宮城縣              | 宮城電視台（MMT）                  | 日本電視台系列            | 週三 22:00〜23:00  |
| 秋田縣              | 秋田放送（ABS）                    | 日本電視台系列            | 週三 22:00〜23:00  |
| 山形縣              | 山形放送（YBC）                    | 日本電視台系列            | 週三 22:00〜23:00  |
| 福島縣              | 福島中央電視台（FCT）              | 日本電視台系列            | 週三 22:00〜23:00  |
| 山梨縣              | 山梨放送（YBS）                    | 日本電視台系列            | 週三 22:00〜23:00  |
| 新潟縣              | TV新潟放送網（TeNY）               | 日本電視台系列            | 週三 22:00〜23:00  |
| 長野縣              | 信州電視台（TSB）                  | 日本電視台系列            | 週三 22:00〜23:00  |
| 静岡縣              | 静岡第一電視台（SDT）              | 日本電視台系列            | 週三 22:00〜23:00  |
| 富山縣              | 北日本放送（KNB）                  | 日本電視台系列            | 週三 22:00〜23:00  |
| 石川縣              | 金澤電視台（KTK）                  | 日本電視台系列            | 週三 22:00〜23:00  |
| 福井縣              | 福井放送（FBC）                    | 日本電視台/朝日電視台系列 | 週三 22:00〜23:00  |
| 中京廣域圈          | 中京電視台（CTV）                  | 日本電視台系列            | 週三 22:00〜23:00  |
| 近畿廣域圈          | 讀賣電視台（ytv）                  | 日本電視台系列            | 週三 22:00〜23:00  |
| 島根縣 鳥取縣       | 日本海電視台（NKT）                | 日本電視台系列            | 週三 22:00〜23:00  |
| 廣島縣              | 廣島電視台（HTV）                  | 日本電視台系列            | 週三 22:00〜23:00  |
| 山口縣              | 山口放送（KRY）                    | 日本電視台系列            | 週三 22:00〜23:00  |
| 德島縣              | 四國放送（JRT）                    | 日本電視台系列            | 週三 22:00〜23:00  |
| 岡山縣 香川縣       | 西日本放送（RNC）                  | 日本電視台系列            | 週三 22:00〜23:00  |
| 愛媛縣              | 南海放送（RNB）                    | 日本電視台系列            | 週三 22:00〜23:00  |
| 高知縣              | 高知放送（RKC）                    | 日本電視台系列            | 週三 22:00〜23:00  |
| 福岡縣              | 福岡放送（FBS）                    | 日本電視台系列            | 週三 22:00〜23:00  |
| 長崎縣              | 長崎国際電視台（NIB）              | 日本電視台系列            | 週三 22:00〜23:00  |
| 熊本縣              | 熊本縣民電視台（KKT）              | 日本電視台系列            | 週三 22:00〜23:00  |
| 大分縣              | 大分電視台（TOS）                  | 富士電視台/日本電視台系列 | 週三 22:00〜23:00  |
| 鹿兒島縣 沖繩縣北部 | 鹿兒島讀賣電視台（KYT）            | 日本電視台系列            | 週三 22:00〜23:00  |

| 放送對象地域 | 放送局            | 系列                                  | 安排 |
| ------------ | ----------------- | ------------------------------------- | --- |
| 宮崎縣       | 宮崎電視台（UMK） | 富士電視台/日本電視台/ 朝日電視台系列 | 14歲媽媽-2007年2月28日14:05首播 派遣員的品格-2007年4月16日17:00首播 料理新鮮人-2007年6月11日14:05首播 螢之光-2007年10月12日16:00首播 |
| 沖繩縣       | 琉球放送（RBC）   | TBS系列                               | 週六 25:40〜26:36 （較播放時間遲約3週）                                                                                              |
| 台灣         | 緯來日本台        | 緯來電視網                            | 週六 21:00〜21:55 談戀愛世界難-2016年4月23日首播 房仲女王-2016年7月16日 校對女王-2016年10月8日                                                                   |
| 台灣         | 緯來日本台        | 緯來電視網                            | 週六 22:00〜22:55 魚干女又怎樣2-2010年8月14日首播 復胖男女-2011年7月9日首播 家政婦女王-2011年10月29日首播 整形艷后-2012年4月28日首播 東京妄想女子-2017年1月21日首播                     |